# Blauwkapmonarch
De blauwkapmonarch (Myiagra azureocapilla) is een zangvogel uit de familie Monarchidae (monarchen).

## Verspreiding en leefgebied
Deze soort is endemisch op Taveuni (noordelijk Fiji).

## Status
De grootte van de populatie is in 2020 geschat op 5000-10.000 volwassen vogels. Het verspreidingsgebied is klein en de aantallen gaan achteruit door habitatverlies. Op de Rode lijst van de IUCN heeft deze soort daarom de status gevoelig.